# Guayana británica
Guayana británica (en inglés: British Guiana) fue una colonia británica ubicada en la costa norte de América del Sur, ahora la nación independiente de Guyana.
El área fue reclamada inicialmente por los españoles y luego por los holandeses y organizada en las colonias de Esequibo, Demerara y Barbiezos. Estas tres colonias fueron conquistadas por los ingleses en 1796 durante la guerra de la Primera Coalición, siendo cedidas oficialmente al Reino Unido de Gran Bretaña e Irlanda en 1814 y consolidadas en una sola colonia en 1831. La capital de la colonia fue la ciudad de Georgetown (conocida como Stabroek antes de 1812). Guyana se convirtió en una República independiente del Reino Unido de Gran Bretaña e Irlanda del Norte el 26 de mayo de 1966.

## Historia

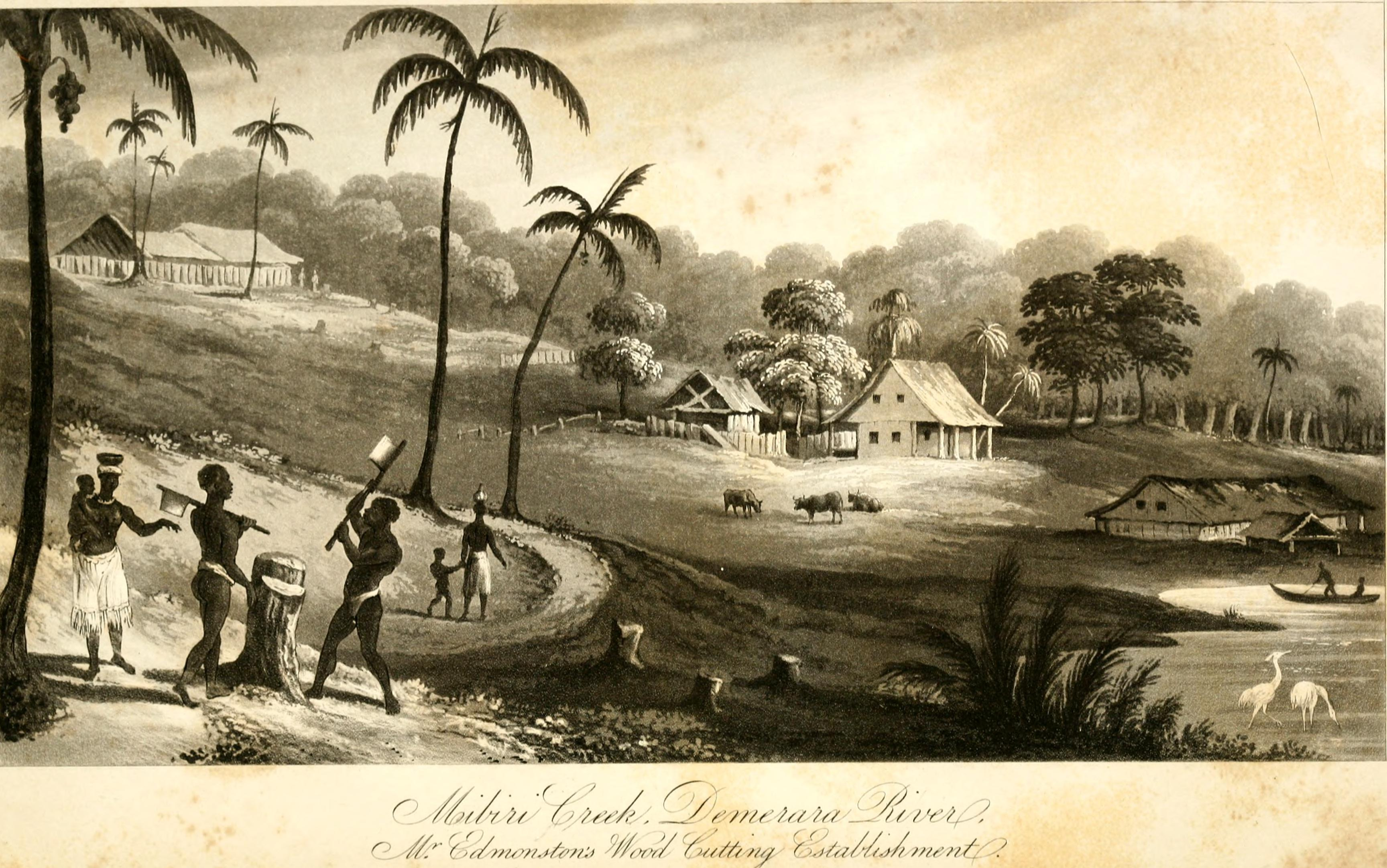
Plantación de Charles Edmonstone en Demerara, 1834.

Los españoles y holandeses comenzaron a explorar e instalarse en Guayana a finales del siglo XVI, seguidos de los ingleses. Los nuevos colonos empezaron a comerciar con los pueblos amerindios impulsados por la búsqueda del El Dorado. La Compañía Neerlandesa de las Indias Occidentales construyó una fortaleza en Kyk-over-al en 1616-1621 en lo que llamaron el Condado del Esequibo y ocuparon Berbice y Demerara. Fracasaron los intentos de asentarse en el interior, y los ingleses se establecieron en la costa a mediados del siglo XVIII, donde fundaron plantaciones trabajadas por esclavos africanos. 
Las cosechas principales eran el café, el algodón y el azúcar, convirtiéndose este en la cosecha principal. La calidad del suelo era pobre, pese a todo. Los esclavos, conducidos por Cuffy (el héroe nacional de Guyana), se sublevaron en 1763 en lo que se conoció como la rebelión de los esclavos de Barbiezos. Los holandeses perdieron el dominio de la colonia cuando los británicos se convirtieron en los gobernadores de facto en 1796. Las colonias de Esequibo, Demerara y Berbice fueron cedidas oficialmente al Reino Unido en el tratado Anglo-Holandés de 1814 y en el Congreso de Viena en 1815. En 1831 se consolidaron como Guayana Británica.

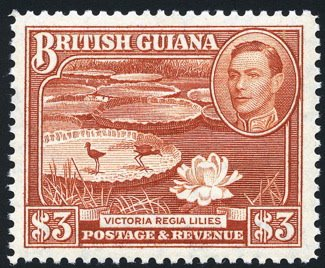
Sello con el retrato del rey Jorge VI del Reino Unido, año 1938.

Los esclavos que se escapaban de las plantaciones se iban a vivir en las selvas con los indígenas. El mestizaje racial y cultural dio origen a los denominados cimarrones. A estos grupos se sumaron los chinos, javaneses e hindúes traídos por los ingleses como mano de obra barata. Los ideales independentistas lograron canalizarse a partir de 1950 con el Partido Popular Progresista (PPP), un programa de independencia nacional y de mejoras sociales, y a largo plazo, de transformación socialista de la sociedad, el cual fue llevado a cabo por Cheddi Jagan durante tres períodos sucesivos en el cargo de primer ministro (1953-1961).
Tras años de gran violencia callejera, el Reino Unido reconoció la independencia de Guyana el 26 de mayo de 1966 en la Commonwealth. Para ese entonces el PPP estaba dividido: la mayoría de los afro-guyaneses se había nucleado en el Congreso Nacional del Pueblo (CNP), mientras que los indo-guyaneses seguían fieles a Jagan. Forbes Burnham, líder del CNP, asumió el gobierno apoyado por otras minorías étnicas.

## Disputas territoriales

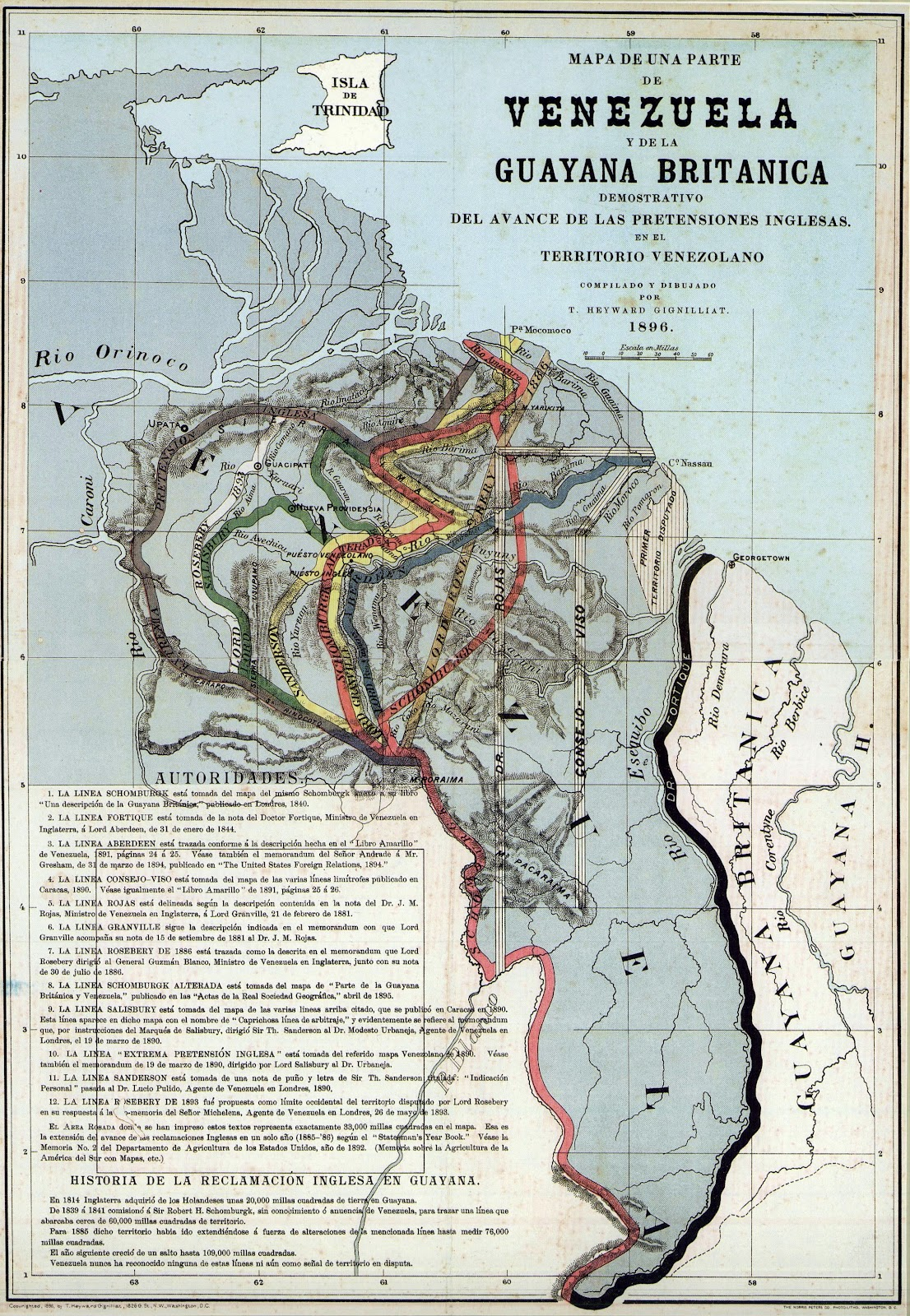
Mapa de 1896 con las Líneas de Schomburgk, que se usarían para el Laudo Arbitral de París de 1899.

En 1835 el Gobierno británico asignó a Robert Hermann Schomburgk la tarea de demarcar el límite occidental de la Guayana británica con la ahora independiente Venezuela. Venezuela no aceptó la línea Schomburgk, que colocó toda la cuenca del río Cuyuní dentro de la colonia, sino que reclamó todas las tierras al oeste del río Esequibo como su territorio, sobre la base de los límites de la Gran Colombia y los de la Capitanía general de Venezuela, derechos de los que es heredera de acuerdo al principio del Uti possidetis iuris.
En 1897, el presidente de EE. UU. Grover Cleveland utilizó la presión diplomática para que las partes aceptaran un arbitraje. El tribunal de arbitraje se reunió en París en 1898, sin representación de ningún venezolano, y emitió su laudo de 1899. El tribunal adjudicó alrededor del 94 % por ciento del territorio en disputa a los británicos. Venezuela denunciaría años después el resultado del mismo como el producto sesgado de un acuerdo entre Rusia y el Reino Unido, decisión que además contenía vicios que lo harían totalmente nulo, entre ellos, exceso de poder (ver Ultra petita).
La cuestión se mantuvo tranquila hasta 1962, cuando Venezuela renovó su reclamación, alegando que el laudo arbitral no era válido, y lo declaró nulo e írrito ante la máxima instancia internacional de la ONU, en vísperas de que se encontrara documentación tras la muerte de uno de los jueces que demostró, al parecer, que la decisión del Tribunal Arbitral de 1899 estaba viciada de nulidad. 
El gobierno británico rechazó la alegación, afirmando la validez de la adjudicación de 1899. El Gobierno de Guayana Británica, bajo el liderazgo del PPP, también rechazó enérgicamente esta afirmación. No obstante, la contención venezolana fue admitida, lo que conllevó a la firma del Acuerdo de Ginebra el 27 de febrero de 1966 entre Venezuela y el Reino Unido, en consulta del Gobierno local de Guayana Británica (próxima a recibir la independencia), donde se reconoce la controversia territorial al oeste del río Esequibo.
El 26 de mayo de 1966, cuando Guyana recibe la independencia de sus colonos, Venezuela reconoce al nuevo país pero solo en su parte al este del río Esequibo, en concordancia a lo estipulado en el Acuerdo de Ginebra suscrito con el Reino Unido y que a partir de entonces lo sucedería la Guyana independiente para encontrar una solución satisfactoria para un arreglo práctico para ambas partes.
Asimismo, el 12 de octubre de ese mismo año ocupa Venezuela la isla Anacoco, hecho que fue interpretado por la naciente Guyana como un acto de anexión y hostigamiento por parte del país vecino, dado que consideraba que la zona oriental de la isla fluvial era parte de su territorio. Sin embargo, según Venezuela, la isla no estaba incluida dentro del área en disputa de la Guayana Esequiba (bajo administración guyanesa hasta que no se resuelva la controversia), por lo que siempre ha estado en posesión de ella.
Fracasaron los esfuerzos emprendidos por todas las partes en cuestión para resolver el conflicto en la víspera de la independencia de Guyana en 1966. En la actualidad, la disputa continúa sin resolverse y está en manos de un delegado del Secretario General de las Naciones Unidas.